# Borgo Mantovano
Borgo Mantovano (Borch Mantuan in dialetto basso mantovano) è un comune italiano sparso di 5 361 abitanti della provincia di Mantova in Lombardia. Il comune è stato istituito il 1º gennaio 2018 a seguito della fusione dei comuni di Pieve di Coriano, Revere e Villa Poma.

## Geografia fisica
Borgo Mantovano si trova in Pianura Padana e l'altitudine è di 16 metri sul livello del mare. Il capoluogo si trova nella città di Revere, sede del municipio. Ubicato nel destra Secchia, area mantovana dell'Oltrepò, il comune di Borgo Mantovano confina con quelli di Ostiglia, Serravalle a Po, Borgofranco sul Po, Quingentole, Magnacavallo, Schivenoglia, San Giovanni del Dosso e Poggio Rusco. Ha un'estensione territoriale pari a 41,17 km².

## Storia
Il 22 ottobre 2017, in concomitanza con il referendum regionale sull'autonomia, si svolse il referendum per la fusione tra i tre comuni mantovani di Pieve di Coriano, Revere e Villa Poma a cui si espresse favorevolmente il 56,58% dei votanti. In occasione del referendum gli elettori hanno potuto scegliere anche la denominazione del nuovo comune, scegliendo fra le proposte di Borgo Mantovano, Borgoltrepò oppure Riva Mantovana.
Il legame fra le tre comunità ha antiche radici storiche, dato che tutte facevano parte del comune di Revere, insieme a Quingentole e Schivenoglia fino al 1816. In quell'anno furono gli allora governanti austriaci del Regno Lombardo-Veneto a decidere di spezzare nelle sue cinque parrocchie il vecchio municipio.
Il nuovo comune è operativo dal 1º gennaio 2018 (Legge Regionale N. 32 dell'11 dicembre 2017) dalla fusione dei tre comuni.

### Simboli
Lo stemma e il gonfalone del comune di Borgo Mantovano sono stati concessi con il decreto del presidente della Repubblica del 1º agosto 2019.
L'emblema del nuovo comune mette insieme, divisi su tre fasce, le figure presenti sugli stemmi dei vecchi comuni di Revere,  Villa Poma e Pieve di Coriano.
Il gonfalone è un drappo di bianco.

## Monumenti e luoghi d'interesse
Il comune di Borgo Mantovano conta diversi siti di interesse storico, culturale e naturalistico nelle diverse località.

### Architetture religiose
- Chiesa di Santa Maria Assunta risalente al 1082[13][14] a Pieve di Coriano
- Chiesa di San Martino di Regnara del 1700 a Pieve di Coriano
- Chiesa dell'Annunciazione Beata Vergine Maria[15] a Revere
- Oratorio di San Biagio risalente al 1219[16][17] a Zello
- Chiesa di San Michele Arcangelo[18][19] a Villa Poma
- Oratorio di Sant’Andrea a Ghisione

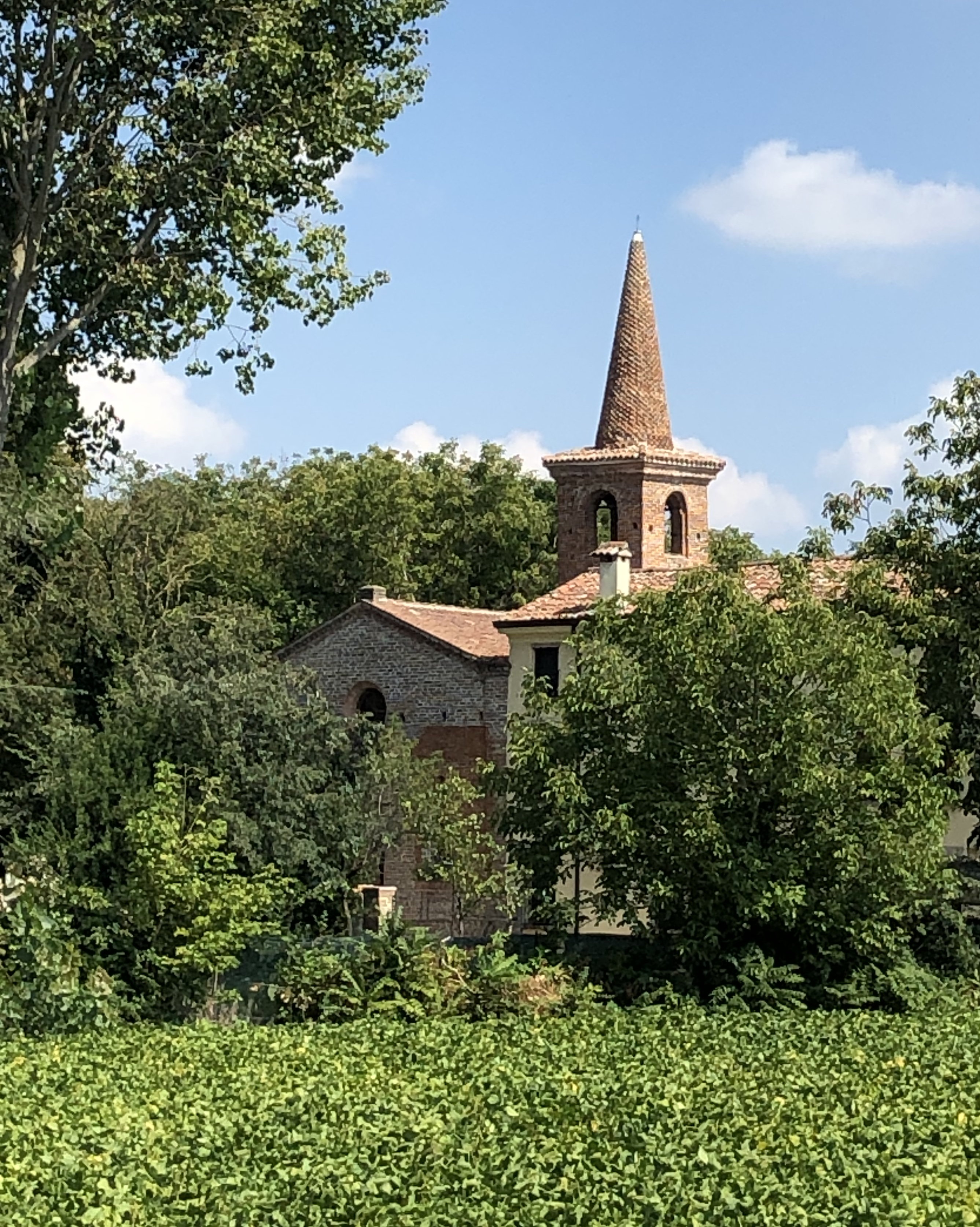
Oratorio di Sant'Andrea del Ghisione, Villa Poma

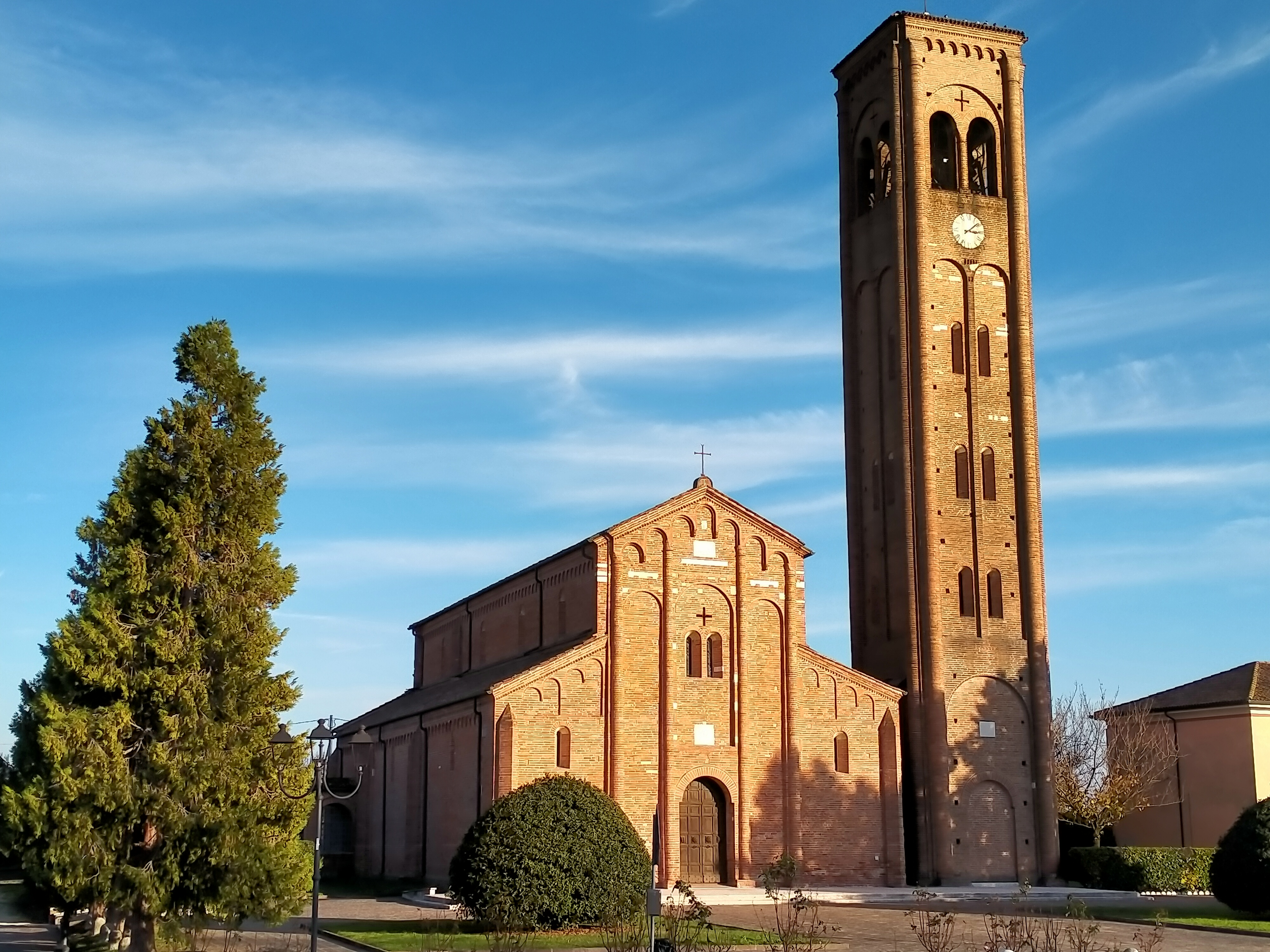
Chiesa di Santa Maria Assunta, Pieve di Coriano

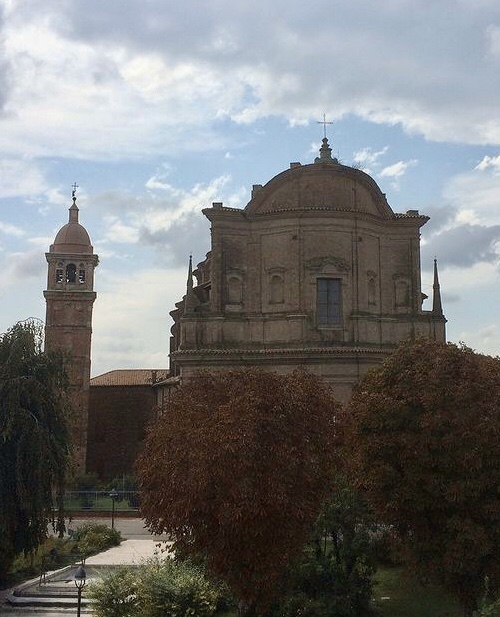
Chiesa dell'Annunciazione, Revere

### Architetture civili

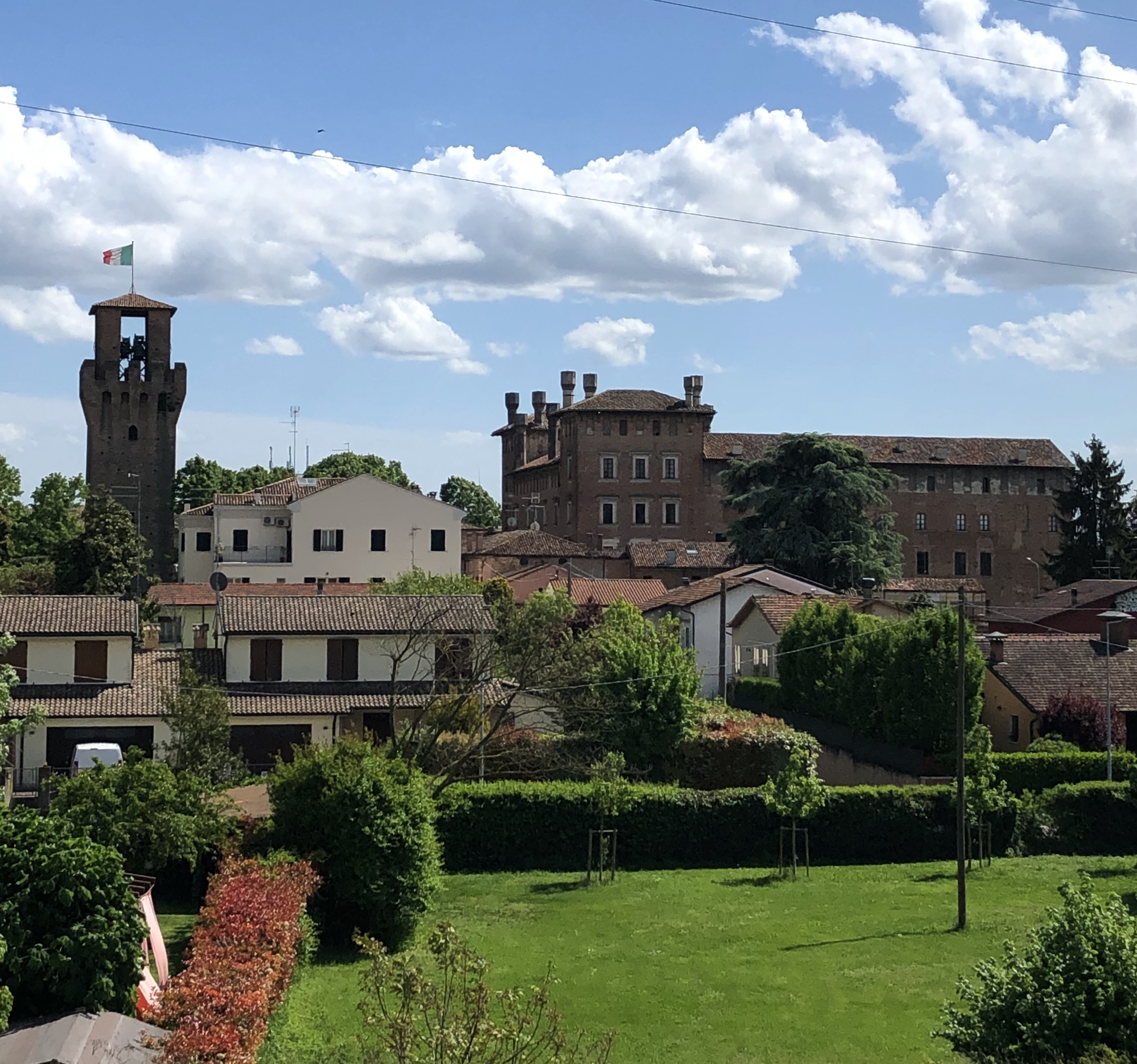
Palazzo Ducale e torre campanaria di Revere

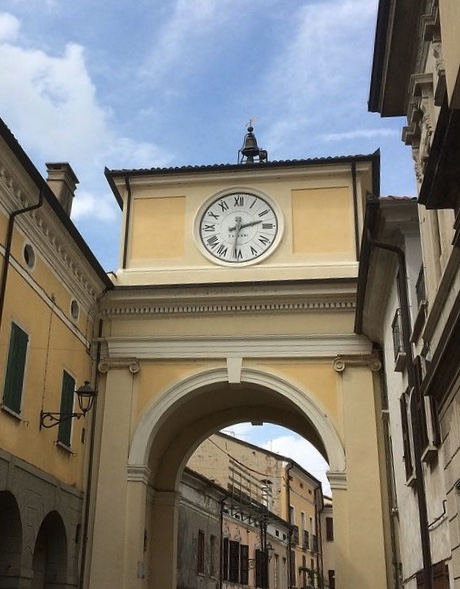
Arco dell'Orologio, Revere

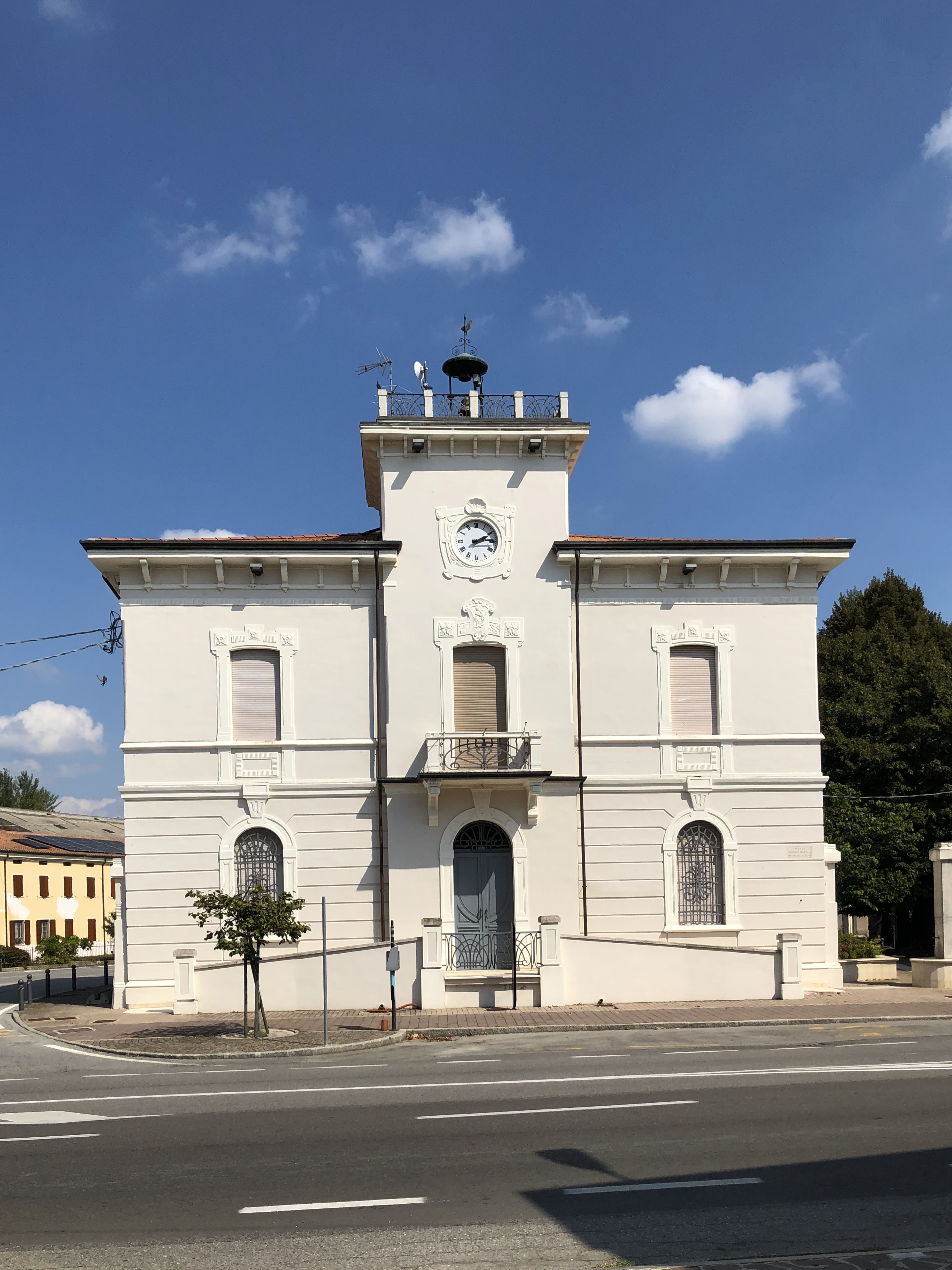
Municipio di Villa Poma

- Palazzo Pigozzi, villa settecentesca[20] a Pieve di Coriano
- Palazzo Ducale e Torre Campanaria dei Gonzaga edificato tra il 1450 e 1460 a Revere
- Museo del Po in Palazzo Ducale[21][22] a Revere
- Mulino natante[23], appendice del Museo del Po[24] a Revere
- Arco dell’orologio[25] a Revere
- Casa di Carlo Poma[26], martire di Belfiore a Villa Poma

### L'attracco turistico sul fiume Po
Sulla riva destra del Fiume Po, nella municipalità di Pieve di Coriano si trova l'attracco fluviale. L'area è attrezzata per la sosta camper ed è presente un'ampia area verde. La gestione è affidata all'associazione di volontariato "Il Cormorano". Lo scopo è quello di valorizzare il turismo sul Fiume Po e conoscerne il paesaggio e la natura.
L'attracco è anche meta di cicloturismo in quanto si trova sulla ciclabile Eurovelo 8. 

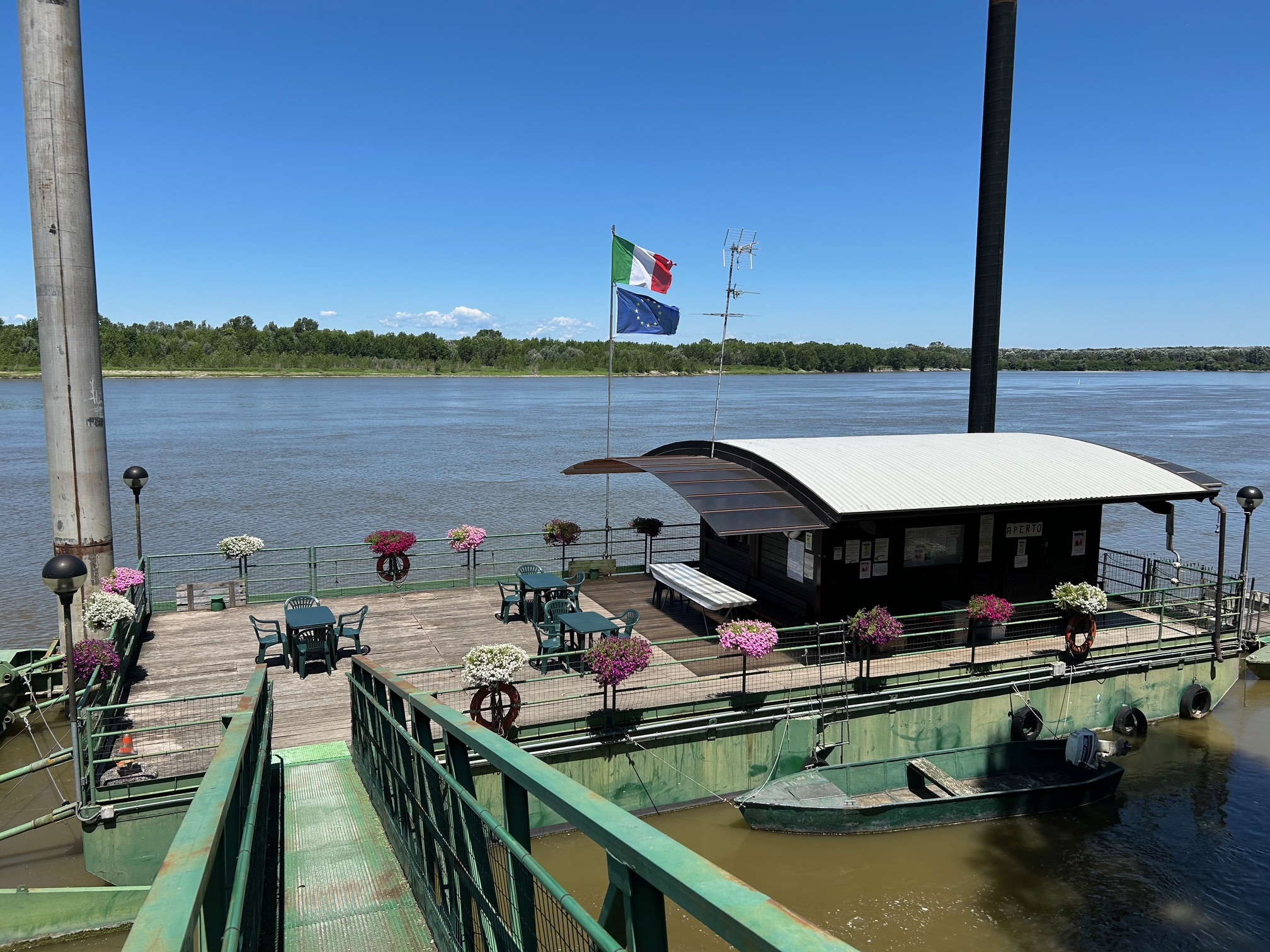
Attracco sul fiume Po, Pieve

## Geografia antropica
Il comune di Borgo Mantovano comprende gli ex comuni di Pieve di Coriano, Revere con Zello (località di Revere) e Villa Poma con Ghisione (località di Villa Poma).

## Società
I residenti nel comune di Borgo Mantovano al 1º gennaio 2022 erano 5292.

### Evoluzione demografica
Abitanti censiti

### Lingue e dialetti
Oltre alla lingua italiana a Borgo Mantovano si parla il dialetto mantovano.

## Cultura

### Museo del Po di Revere
Fondato nel 1983, il Museo del Po ospita diverse sale che hanno come tema il grande fiume e le sue genti. Collocato all'interno di Palazzo Ducale offe diversi percorsi percorsi, storici e naturalistici, legati al territorio dell'Oltrepò Mantovano.

### Scuole
- Asilo nido C’era una volta, gestito dalla Cooperativa sociale "Ai Confini" a Pieve di Coriano
- Asilo Nido di Villa Poma
- Asilo nido di Revere

#### Scuole dell’infanzia
- Scuola dell’infanzia Madre Teresa di Calcutta a Pieve di Coriano[31]
- Scuola dell’Infanzia Don Zeno Saltini a Revere[32]
- Scuola dell’Infanzia a Villa Poma[33]

#### Scuola Primaria
- Primaria G. Pascoli a Pieve di Coriano[34]
- Primaria Don Bartolomeo Grazioli a Revere[35]
- Primaria a Villa Poma[33]

#### Scuole Secondarie di Primo Grado
- Scuola Secondaria di Primo Grado Don Bartolomeo Grazioli a Revere[36]

### Biblioteche
Nel territorio comunale sono presenti due biblioteche: la Biblioteca municipale di Villa Poma, e la biblioteca di Revere. La biblioteca nella municipalità di Pieve di Coriano è stata  chiusa nel mese di ottobre 2024.

### Teatri
- Cinema Teatro Ducale a Revere

### Feste e Sagre
- Fiera di Santa Mostiola[39] a Revere
- Sant'Alberto (patrono di Revere)[40]
- Sagra di San Rocco (patrono di Pieve di Coriano)[41] a Pieve di Coriano
- Fiera di San Michele Arcangelo (patrono di Villa Poma)[42] a Villa Poma

### Cucina
- Pastine alle mandorle[43]
- Salame mantovano gentile[43] di Villa Poma
- Tortello di zucca mantovano al burro e salvia con crostini di Parmigiano Reggiano[43].

## Sport

### Tiro a Segno Nazionale
Nella località di Revere si trova il Tiro a segno Nazionale, risalente alla fine dell'Ottocento.

### Centri sportivi
Situate nelle rispettive municipalità di Pieve di Coriano, Revere e Villa Poma si trovano diversi centri sportivi che comprendono le palestre, i campi da calcio, tennis e basket. Sul comune operano anche diverse società sportive che si occupano di organizzare corsi ed eventi.

## Ospedale Destra Secchia
A Pieve di Coriano sorge l'Ospedale civile Destra Secchia che fa parte dell'Azienda ospedaliera Carlo Poma di Mantova.

## Infrastrutture e trasporti

### Strade
Il comune è attraversato dal Strada Statale 12 (SS12) dell'Abetone e del Brennero dal km 229 al km 238. Inoltre è attraversato dalle seguenti Strade Provinciali: SP 36 Ghisione-Magnacavallo-Sermide, SP 38 Revere-Zello-Poggio Rusco, SP 43 Quistello-Pieve di Coriano, SP 70 Quistello-Schivenoglia-Villa Poma.

### Mobilità
I tre centri abitati del comune sono attraversati da alcune linee di bus gestite da APAM: la linea 31B (Quistello-Ostiglia)  che transita per Revere, Pieve Ospedale e Pieve centro. Linea 35 (Mantova-Poggio Rusco-Mirandola) che transita per Revere, Pieve Ospedale e Villa Poma. Linea 60 (Ostiglia-Sermide-Felonica) che transita per Revere e Pieve Ospedale. Linea 33 (Ostiglia-Magnacavallo-Sermide) che attraversa l'abitato di Revere e Zello.

### Ferrovie
Il territorio comunale di Borgo Mantovano è attraversato dalla ferrovia Bologna-Verona e dalla ferrovia Suzzara-Ferrara ma non sono previste fermate. La stazione di Poggio Rusco è la stazione di riferimento.
Dal 2008 a seguito del raddoppio della ferrovia Bologna-Verona fu dismessa la stazione di Revere Ponte, mentre la stazione di Revere Scalo è oggi utilizzata soltanto da treni merci.

### Piste ciclabili
La ciclabile EuroVelo 8 corre sugli argini del Fiume Po e attraversa il territorio di Pieve di Coriano e di Revere. Le tappe a Pieve prevedono l'attracco turistico sul Fiume Po e la visita al centro, per ammirare la Chiesa di Santa Maria Assunta. A Revere è possibile vistare il centro storico, tra cui la Chiesa dell'Annunciazione e Palazzo Ducale con il Museo del Po; inoltre dall'argine è possibile vedere il Mulino Natante.
I tre centri di Borgo Mantovano sono attraversati dal percorso ciclabile "I Gonzaga e i palazzi del potere nell'Oltrepò" (Itinerario numero 4) del Consorzio Oltrepò Mantovano.

### Via Carolingia
I territori di Pieve di Coriano e Revere sono attraversati dalla Via Carolingia, un cammino che attraversa la provincia di Mantova da Castiglione delle Stiviere a Quatrelle (Sermide e Felonica) e prevede diverse tappe. Il tracciato segue l'argine del fiume Po e fa parte della tappa 6 del cammino (Mirasole-Revere).

## Amministrazione
| Periodo        | Periodo        | Primo cittadino | Partito      | Carica  | Note |
| -------------- | -------------- | --------------- | ------------ | ------- | ---- |
| 10 giugno 2018 | 14 maggio 2023 | Alberto Borsari | Lista civica | Sindaco |      |
| 15 maggio 2023 | in carica      | Alberto Borsari | Lista civica | Sindaco |      |

### Gemellaggi
- Trecastelli, dal 2023.[50]